# Afronta rubra
Afronta rubra är en plattmaskart som beskrevs av Faubel 1976. Afronta rubra ingår i släktet Afronta och familjen Haploposthiidae. Inga underarter finns listade i Catalogue of Life.